# Új-kaledón császárgalamb
Az új-kaledón császárgalamb (Ducula goliath) a madarak osztályának galambalakúak (Columbiformes) rendjébe és a galambfélék (Columbidae) családjába tartozó faj.

## Előfordulása
Új-Kaledónia területén honos. A természetes élőhelye szubtrópusi és trópusi síkvidéki- és hegyi esőerdők.